# 黃美青
黃美青，電影視覺特效師、電腦動畫師，曾榮獲提名第54屆金馬獎最佳視覺效果、第12屆亞洲電影大獎最佳視覺效果，參與過包括《痞子英雄2：黎明再起》、《大喜臨門》、《萌學園：尋找磐古》、《報告老師！怪怪怪怪物！》、《揭大歡喜》等華語電影的幕後製作。

## 外部連結
- 銘傳大學數位媒體設計系第8屆 動畫組 - ONCE 曾鯨 - 預告片